# Tetralycosa orariola
Tetralycosa orariola Framenau & Hudson, 2017 è un ragno appartenente alla famiglia Lycosidae.

## Etimologia
Il nome proprio deriva dall'aggettivo latino orarius, -a, -um, di cui "orariola" ne è il diminutivo, che significa costale, costiero; in riferimento alle molte caratteristiche in comune con la specie T. oraria.

## Caratteristiche
L'olotipo maschile ha una lunghezza totale di 7,58mm: il cefalotorace è lungo 4,35mm, e largo 3,15mm.
Il paratipo femminile ha una lunghezza totale di 8,55mm: il cefalotorace è lungo 4,50mm, e largo 3,45mm.

## Distribuzione
La specie è stata reperita nell'Australia occidentale. Di seguito alcuni rinvenimenti:
1. l'olotipo maschile rinvenuto in una trappola posta lungo la Wittenoom Road, nella riserva naturale di Kulunilup, in Australia occidentale, nel 2000.
2. 6 esemplari maschili e 8 femminili sono stati reperiti presso la riserva naturale Camel Lake in Australia occidentale.
3. un esemplare femminile e uno maschile presso la riserva naturale Coyrecup Lake, sempre in Australia occidentale.

## Tassonomia
Appartiene all' oraria-group insieme a T. oraria, T. arabanae, T. caudex e T. wundurra.
Al 2021 non sono note sottospecie e dal 2017 non sono stati esaminati nuovi esemplari.